# Список лётчиков-асов Первой мировой войны
Первая мировая война стала местом рождения массового применения авиации в боевых действиях, авиационной борьбы и самой Истребительной авиации как таковой, ибо до 1914 года разделения авиации по типам самолётов практически не существовало. За четыре года войны авиация прошла путь от единичных аэропланов до крупных воздушных соединений, а единичные стычки в воздухе с обстрелом неприятельских аэропланов из личного стрелкового оружия перешли в ожесточённую целенаправленную борьбу с вражеской авиацией. На многих театрах военных действий, прежде всего на Западном, Восточном и Итальянском, авиация стала обязательным фактором проведения боевых операций, воздушные бои велись с большим размахом. Именно в годы Первой мировой войны появился и сам неофициальный термин «ас», которым сначала именовали лётчиков с большим количеством боевых вылетов, затем — одержавших хотя бы одну воздушную победу, а в 1915 или в 1916 годах во Франции асами стали именовать лётчиков, одержавших 5 и более воздушных побед. Постепенно такой критерий распространился и в других странах.
В Первую мировую войну был сбит в воздушном бою первый самолёт: 5 октября 1914 года экипаж французского «Вуазен-3» (пилот Жозеф Франц, наблюдатель Луи Кено) над южной Бельгией атаковал и сбил огнём установленного на борту пулемёта немецкий «Авиатик» (пилот Вильгельм Шлихтинг и наблюдатель Фриц фон Цанген погибли). Через год появился и первый ас — им стал француз Адольф Пегу, сбивший в июне 1915 года свой пятый германский самолёт.
Говоря об асах Первой мировой войны, необходимо иметь в виду, что методика подсчета воздушных побед и система их учёта только зарождалась, единого подхода к ним не было, довольно долго учёт воздушных побед носил неофициальный характер. Как правило, не было разделения личных и групповых побед, часто вместе учитывались сбитые и повреждённые самолёты противника, уничтоженные аэростаты засчитывались наряду с сбитыми самолётами, иногда в число побед включались даже «принужденные выйти из боя». О продуманной системе подтверждения воздушных побед речь вообще не шла. К тому же пропаганда всех воюющих держав превозносила своих лётчиков-истребителей, зачастую приукрашивая их достижения. Поэтому определить истинное количество побед невозможно. 
В основу таблицы положены списки асов из книги Майка Спика «Истребители. Асы XX века 1914—2000», как наиболее полные по данной тематике, уточнённые по отдельным странам по иным источникам. Ввиду значительности количества асов в армии некоторых стран-участник войны, приведённые в статье списки не полны, включают только наиболее результативных асов по каждой из стран и имеют целью лишь дать общее представление о результативности ведущих асов истребительной авиации.

## Австралия
| Имя                           | Побед | Примечание                                 |
| ----------------------------- | ----- | ------------------------------------------ |
| Даллас, Родерик               | 51    | Сбит в воздушном бою и погиб 19.06.1918 г. |
| Литтл, Роберт                 | 47    | Сбит и погиб 27.05.1918 г.                 |
| Кобби, Артур Генри            | 49    |                                            |
| Кинг, Элвин Рой               | 28    |                                            |
| Пентлэнд, Александер Аугустус | 26    |                                            |
| Кингстон-МакКлури, Эдгар      | 23    |                                            |
| Минифей, Ричард               | 21    |                                            |
| Джонстон, Эдгар Чарлз         | 20    |                                            |

## Австро-Венгрия
Известны 30 лётчиков Австро-Венгрии, сбившие по 5 и более самолётов противника.
| Имя                        | Побед | Примечание                 |
| -------------------------- | ----- | -------------------------- |
| Брумовски, Годвин          | 40    |                            |
| Ариги, Юлиуш               | 32    |                            |
| Линке-Кроуфорд, Франк      | 30    | Сбит и погиб 31.07.1918 г. |
| Фернбругг, Бенно Фиала фон | 29    |                            |
| Кисс, Йозеф                | 19    | Сбит и погиб 25.05.1918 г. |
| Грезер, Ференц             | 15    | Сбит и погиб 17.05.1918 г. |

## Бельгия
Пять бельгийских пилотов одержали от 5 и более воздушных побед.
| Имя                   | Побед | Примечание                       |
| --------------------- | ----- | -------------------------------- |
| Коппенс, Вилли        | 37    | Тяжело ранен в бою 14.10.1918 г. |
| Мёлемеестер, Андре де | 11    |                                  |
| Тьеффи, Эдмон         | 10    |                                  |

## Великобритания
Данные по британским лётчикам значительно разнятся по разным источникам ввиду того, что в понятие «воздушная победа» многие авторы вкладывают различное содержание. Кроме приведённых в таблице, ещё 113 английских лётчиков сбили 10 и более вражеских самолётов. Как правило, учёт побед лётчиков из Великобритании и её участвовавших в войне доминионов ведётся раздельно.
| Имя                | Побед | Примечание |
| ------------------ | ----- | --- |
| Мэннок, Эдвард     | 61    | Официально засчитанные победы. Часто упоминаются данные о 73 или 68 победах. Сбит наземным огнём и погиб 26.07.1918 г. |
| МакКадден, Джеймс  | 57    | Погиб при аварии самолёта 9.07.1918 г.                                                                                 |
| МакЭлрой, Джордж   | 49    | Сбит наземным огнём и погиб 31.07.1918 г.                                                                              |
| Болл, Альберт      | 44    | Сбит в воздушном бою и погиб 7.05.1917 г.                                                                              |
| Хэзелл, Том        | 43    | |
| Фуллард, Филипп    | 42    | |
| Гилмор, Джон       | 40    | |
| Джонс, Айра Джеймс | 40    | |
| Чарлз, Джордж      | 39    | |
| Воллет, Генри      | 36    | |
| Джордан, Уильям    | 34    | |
| Боумэн, Джеффри    | 32    | |

## Германская империя
Около 370 германских лётчиков имели на своём счету 5 и свыше сбитых самолётов противника. Отдельно следует выделить лейтенанта Теодора Остеркампа как единственного в мире пилота истребителя, ставшего асом в Первой мировой войне (31 победа) и во Второй мировой войне (6 побед).
| Имя                    | Побед | Примечание                                                                            |
| ---------------------- | ----- | ------------------------------------------------------------------------------------- |
| Рихтгофен, Манфред фон | 80    | По другим данных, подтверждёнными являются только 60 побед. Погиб в бою 21.04.1918 г. |
| Удет, Эрнст            | 62    |                                                                                       |
| Лёвенхардт, Эрих       | 53    | По другим данным 54 победы, из них 9 сбитых аэростатов. Погиб в бою 10.08.1918 г.     |
| Фосс, Вернер           | 48    | Погиб в бою 23.09.1917 г.                                                             |
| Якобс, Йозеф           | 48    | По другим данным 43 победы, из них 8 сбитых аэростатов.                               |
| Румей, Фриц            | 45    | Погиб в бою 6.10.1918 г.                                                              |
| Бертольд, Рудольф      | 44    | Сбит и тяжело ранен 10.08.1918 г.                                                     |
| Боймер, Пауль          | 43    |                                                                                       |
| Лёрцер, Бруно          | 41    | По другим данным 44 или 45 побед.                                                     |
| Бёльке, Освальд        | 40    | Погиб в бою 28.10.1916 г.                                                             |
| Бюхнер, Франц          | 40    |                                                                                       |
| Рихтгофен, Лотар фон   | 40    | Сбит и тяжело ранен 13.08.1918 г.                                                     |

## Италия
Добились по 5 и более воздушных побед 43 итальянских лётчика.
| Имя                                                          | Побед | Примечание                                |
| ------------------------------------------------------------ | ----- | ----------------------------------------- |
| Баракка, Франческо                                           | 34    | Сбит наземным огнём и погиб 19.06.1918 г. |
| Скарони, Сильвио                                             | 26    |                                           |
| Пиччио, Пьер                                                 | 24    |                                           |
| Бараккини, Флавио                                            | 21    |                                           |
| принц Руффо ди Калабриа, Фулько, 6-й герцог Гуардиа-Ломбарди | 20    |                                           |

## Канада
| Имя                    | Побед | Примечание                                                                                               |
| ---------------------- | ----- | --- |
| Бишоп, Уильям          | 72    | |
| Коллишоу, Рэймонд      | 60    | Иногда указывается 62 победы из-за ошибочного включения 2 заявленных побед в гражданской войне в России. |
| МакКларен, Дональд     | 54    | |
| Баркер, Уильям Джордж  | 52    | По другим данным 50 побед.                                                                               |
| МакКолл, Фредерик      | 37    | По другим данным 35 побед.                                                                               |
| Клэкстон, Уильям       | 36    | По другим данным, 37 или 39 побед. Сбит и попал в плен 17.08.1918 г.                                     |
| Минифей, Ричард        | 21    | |
| Фоулл, Джозеф Стюарт   | 34    | По другим данным 36 побед.                                                                               |
| Атки, Альфред          | 33    | По другим данным, 38 побед.                                                                              |
| Картер, Альберт        | 31    | Сбит в воздушном бою и попал в плен 19.05.1918 г.                                                        |
| МакКивер, Эндрю Эдвард | 30    | По другим данным 31 победа.                                                                              |

## Новая Зеландия
| Имя            | Побед | Примечание |
| -------------- | ----- | ---------- |
| Колдвелл, Кейт | 25    |            |
| Парк, Кейт     | 20    |            |

## Османская империя
Авиация в армии Османской империи появилась в ходе войны, но асы Османской империи не известны. Возможно, что их и не было ввиду малой численности и недостаточности подготовки турецких лётчиков. В литературе известен турецкий лётчик унтер-офицер Веджихи Вегам, сбивший на Месопотамском фронте 2 английских самолёта, но и сам сбитый российским лётчиком М. С. Мачавариани над Эрзинджаном на Кавказском фронте 25 сентября 1917 года и захваченный в плен.

## Российская империя
Определение количества побед российских лётчиков наиболее сложно. Единого подхода к учёту воздушных побед не существовало, каждый авиаотряд вёл такой учёт по своему усмотрению и пониманию, или не вёл вообще. Только в 1917 году в Ставку были запрошены соответствующие сведения от авиаотрядов, сохранившиеся частично. После 1917 года данная тема вообще не была предметом исторических исследований в силу идеологических причин. Публикации после 1991 года страдают неполнотой исследований, слепым доверием к источникам или, напротив, к огульному отрицанию содержащихся в них сведений, налётом сенсационности, отсутствием критичности. Только после 2000 года появились первые исследования, впрочем большей частью выполненные не историками, а самодеятельными исследователями. В итоге разброс данных о воздушных победах чрезвычайно велик (в качестве примера можно привести А. Н. Прокофьева-Северского, который по одним данным сбил лично 13 германских самолётов, а по другим только 1 лично и 2 в группе). Сведения в настоящем разделе таблицы приведены по работе Н. Бодрихина «Величайшие воздушные асы XX века», наиболее существенные противоречия в данных вынесены в примечания. В ряде работ упоминаются как воздушные асы А. Н. Прокофьев-Северский (13 побед), Борисов, Василий Иосифович (5 побед), Земблевич, Михаил Иосифович (5 побед), Карклин, Рудольф Крустинович (5 побед) и другие.
Некоторые российские лётчики в 1915—1916 годах направлялись на стажировку в действующие части французских ВВС на Западном фронте и даже одерживали там воздушные победы. После Октябрьской революции 1917 года значительное число лётчиков эмигрировало и продолжило воевать до конца Первой мировой войны против центральных держав в британских и французских ВВС.
| Имя                                           | Побед | Примечание |
| --------------------------------------------- | ----- | --- |
| Казаков, Александр Александрович              | 17    | +15 неподтверждённых побед. Иногда они указываются совместно как 32 победы.                                                                            |
| Янченко, Василий Иванович                     | 16    | По другим данным, 10 побед. |
| Аргеев, Павел Владимирович                    | 15    | По другим данным, одержал 12 побед, из них 9 в составе французской авиации.                                                                            |
| Смирнов, Иван Васильевич                      | 12    | |
| Сук, Григорий Эдуардович                      | 12    | По другим данным 7 побед. Погиб в авиакатастрофе 15.11.1917 г.                                                                                         |
| Лойко, Иван Александрович                     | 10    | По другим данным 5, 6 или 11 побед. |
| Крутень, Евграф Николаевич                    | 10    | По большинству публикаций, на его счету 15 побед, иногда называют только 6 побед. Погиб 4.6.1917 г.                                                    |
| Макиёнок, Донат Адамович                      | 9     | По другим данным, 5 побед. |
| Стржижевский, Владимир Иванович               | 9     | По другим данным, 5 или 7 побед. |
| Орлов, Иван Александрович                     | 7     | По другим данным, 10 побед, в том числе 2 во Франции. Погиб в воздушном бою 17.6.1917 г.                                                               |
| Пульпе, Эдуард-Вильгельм-Александр Мартинович | 6     | Все победы одержал как российский подданный, воевавший в ВВС Франции. Погиб в воздушном бою 2.08.1916 г. Первый российский лётчик, одержавший 5 побед. |
| Пишванов, Александр Михайлович                | 6     | По другим данным 5 побед. |
| Гильшер, Юрий Владимирович                    | 6     | По другим данным, менее 5 побед. Погиб в воздушном бою 20.7.1917 г.                                                                                    |
| Вакуловский, Константин Константинович        | 6     | По другим данным 5 побед. |
| Кокорин, Николай Кириллович                   | 6     | По другим данным 5 побед. Погиб в воздушном бою 16.5.1917 г.                                                                                           |
| Фёдоров, Виктор Георгиевич                    | 6     | Все победы одержал как российский подданный, воевавший в ВВС Франции. По другим данным, одержал свыше 10 побед.                                        |
| Леман, Эрнст Крисланович                      | 5     | Убит в результате солдатского самосуда (по другим данным застрелился) 20.12.1917 г.                                                                    |
| Сафонов, Михаил Иванович                      | 5     | По другим данным, 10 или 11 побед. |
| Сергиевский Борис Васильевич                  | 5     | По другим данным, 11 побед и 3 сбитых аэростата. |
| Томсон, Пётр-Эдуард Мартинович                | 5     | По другим данным, имел до 11 побед. |

## Сербия
Лётчики малочисленной сербской авиации за годы войны сбили 30 самолётов противника (по утверждениям сербских авторов), в-основном австро-венгерских и болгарских. Информации о лётчиках, сбивших по несколько самолётов противника, не имеется.

## Соединённые Штаты Америки
Многие американские пилоты начали воевать задолго до вступления США в войну, вступив в Британские (RAF, RFС) или в Французские (АМ) ВВС. После вступления США в Первую мировую войну часть из них перешла на службу в авиацию США (USAS), часть осталась служить в своих прежних частях. В общей сложности 108 американских летчиков-истребителей одержали по 5 и более воздушных побед.
| Имя                       | Побед | Примечание                                    |
| ------------------------- | ----- | --------------------------------------------- |
| Риккенбакер, Эдвард       | 26    | USAS                                          |
| Ламберт, Уильям           | 22    | RAF. По другим данным 18 побед.               |
| Хейл, Фрэнк Люсьен        | 18    | RAF. По другим данным 8 побед.                |
| Иаккачи, Август           | 18    | RAF. По другим данным 17 побед.               |
| Льюк, Фрэнк               | 18    | USAS. Погиб в воздушном бою 28.09.1918 г.     |
| Джиллет, Фредерик         | 17    | RAF. По другим данным 20 побед.               |
| Люфбери, Жерве Рауль      | 17    | АМ, USAS. Погиб в воздушном бою 19.05.1918 г. |
| Кульберг, Гарольд Альберт | 16    | RAF. По другим данным 19 побед.               |
| Роуз, Орен Джон           | 16    | RAF.                                          |
| Спрингс, Эллиот           | 15    | RАF, USAS.                                    |
| Уорман, Клайв             | 15    | RAF.                                          |

## Франция
Около 150 французских лётчиков стали асами, одержав в 1914-1918 гг. по 5 и более побед.
| Имя              | Побед | Примечание                          |
| ---------------- | ----- | ----------------------------------- |
| Фонк, Рене Поль  | 75    |                                     |
| Гинемер, Жорж    | 54    | Погиб в воздушном бою 11.9.1917 г.  |
| Нунжессер, Шарль | 45    |                                     |
| Мадон, Жорж      | 41    |                                     |
| Буайо, Морис     | 35    | Погиб в воздушном бою 16.9.1918 г.  |
| Куаффар, Мишель  | 34    | Погиб в воздушном бою 28.10.1918 г. |
| Буржад, Леон     | 28    |                                     |
| Пенсар, Арман    | 27    |                                     |

## Южно-Африканский Союз
| Имя                     | Побед | Примечание                                 |
| ----------------------- | ----- | ------------------------------------------ |
| Бошам-Проктор, Эндрю    | 54    |                                            |
| Кинкед, Сэмюэл          | 35    |                                            |
| Гаррисон, Томас Синклей | 22    |                                            |
| Белл, Дуглас Джон       | 20    | Сбит в воздушном бою и погиб 27.05.1918 г. |
| Росс, Чарлз             | 20    |                                            |
| Сузи, Уолтер            | 20    |                                            |